# Sad
Sad (în ucraineană Сад) este o așezare de tip urban ce aparține așezării de tip urban Ilarionove din raionul Sînelnîkove, regiunea Dnipropetrovsk, Ucraina. 

## Demografie
Componența lingvistică a așezării de tip urban Sad
     Ucraineană (86,08%)
     Rusă (13,71%)
     Alte limbi (0,21%)
Conform recensământului din 2001, majoritatea populației așezării de tip urban Sad era vorbitoare de ucraineană (86,08%), existând în minoritate și vorbitori de rusă (13,71%).